# Петров, Иван Григорьевич
Ива́н Григо́рьевич Петро́в (9 января 1921, дер. Котино, Петроградская губерния — 28 мая 1984) — начальник 16-й Советской Антарктической экспедиции, кандидат географических наук.

## Биография
Родился 9 января 1921 года в деревне Котино (ныне в Волосовском районе Ленинградской области). Окончил среднюю школу. В 1939 году поступил в Ленинградский текстильный институт имени С. М. Кирова, но учёбу прервала война.
В июле 1941 года вступил в Народное ополчение. В составе 2-й дивизии Народного ополчения воевал под Кингисеппом, защищал Пулковские высоты. Был ранен, в 1942 году демобилизован по болезни.
В 1942 году поступил в Институт холодильной промышленности, находящийся то время в Семипалатинске, учился по специальности «холодильные машины». В 1944 году вместе с институтом возвратился в Ленинград. В 1946 году окончил институт и был оставлен на кафедре.
В июле 1947 года И. Г. Петров перешёл работать в Арктический и Антарктический научно-исследовательский институт на должность младшего научного сотрудника. С этого времени начал работать в Арктике, ежегодно участвовал в экспедициях по изучению ледяного покрова арктических морей. В 1949 году участвовал в экспедиции в бухту Диксон, где проверялись методы разрушения льда и собирался материал по его физико-механическим свойствам. В 1950—1951 годах на дрейфующей станции «Северный полюс-2» им был проведён круглогодичный цикл измерений теплообменных процессов между льдом и окружающей средой, годичный цикл термических исследований ледяного покрова и определений физико-механических свойств льда в восточной части Северного Ледовитого океана. За высокие результаты работы на дрейфующей станции «Северный полюс-2» награждён орденом Ленина.
В период с 1955 по 1960 год И. Г. Петров провел исследования по изучению физико-механических свойств льда Центрального Полярного бассейна. В 1957 году снова дрейфовал в составе экспедиции на станции «Северный полюс-4». В 1960 году участвовал в первой экспедиции по испытаниям атомного ледокола «Ленин» в высоких широтах. В 1961—1962 годах проводил опыты по искусственному созданию и поддержанию открытых участков воды в замерзающих портах, используя для этой цели тепло придонных вод. Успешное завершение исследований позволило распространить этот опыт в ряде замерзающих портов на Дальнем Востоке. В этот период им был предложен и испытан оригинальный метод разрушения льда острым паром, применение которого позволило намного ускорить зимние работы по сооружению причалов в арктическом порту Певек.
В марте 1956 года защитил диссертацию на соискание учёной степени кандидата географических наук.
С 1964 года И. Г. Петров принимал участие в работе Советских антарктических экспедиций. В 1966 году возглавлял зимовочный состав 10-й САЭ. В 1967 году, во время работы 12-й САЭ, был начальником самого протяжённого трансантарктического санно-гусеничного перехода из станции Молодёжная через Полюс относительной недоступности на станцию Новолазаревская.
После возвращения из Антарктиды возглавлял ежегодные экспедиции по исследованию характеристик морского льда на трассе Северного морского пути. Программа этих экспедиций всегда выполнялась, и рекомендации, разрабатываемые И. Г. Петровым, помогали капитанам ледоколов выбирать более рациональный маршрут.
Весной 1970 года в третий раз был направлен в Антарктиду, теперь в должности начальника зимовочной 16-й Советской антарктической экспедиции.
Указом Президиума Верховного совета СССР от 16 ноября 1970 года за отличное выполнение заданий в особо трудных условиях Арктики и Антарктики, проявленные при этом мужество и героизм, Петрову Ивану Григорьевичу присвоено звание Героя Социалистического Труда с вручением ордена Ленина и золотой медали «Серп и Молот».
За время работы в ААНИИ участвовал более чем в 20 экспедициях в Арктику и Антарктику, из которых в 13 был заместителем начальника и начальником экспедиции.
Вся его научная деятельность была направлена на решение большого ряда практических вопросов, связанных с ледовыми условиями прохождения судов по Северному морскому пути и у побережья Антарктиды. Автор более 15 научных работ.
Работал в Арктическом и Антарктическом научно-исследовательском институте до последних дней жизни. Жил в Ленинграде. Похоронен в 1984 году.

## Награды
Награждён двумя орденами Ленина, медалями. Ему присвоены звания «Почётный полярник», «Отличник Гидрометслужбы», «Отличник Морского флота».

## Память
Именем И. Г. Петрова названо научно-исследовательское судно «Иван Петров».